# Wasmannia longiseta
Wasmannia longiseta  (лат.) — вид мелких муравьёв рода Wasmannia из подсемейства мирмицины.

## Распространение
Южная Америка: Аргентина.

## Описание
От близких видов отличается длинным стебельком петиоля и длинными щетинками на спинной стороне мезосомы, блестящим брюшком с длинными беловатыми волосками.
Мелкий муравей длиной 2-3 мм, желтовато-коричневой окраски (голова красновато-жёлтая, брюшко темнее). Рабочие мономорфные. Лобные кили развиты, идут назад за линию глаз, почти до затылочного края. Проподеум с парой длинных шипиков. В глазах более 10 фасеток. В жвалах 5 и менее зубчиков. Усики самок и рабочих 11-члениковые, булава из 2 члеников (усики самцов состоят из 13 сегментов, булава не развита). Нижнечелюстные щупики 3-члениковые, нижнегубные щупики состоят из 2 сегментов. Стебелёк между грудкой и брюшком состоит из двух члеников: петиолюса и постпетиолюса (последний четко отделен от брюшка), жало развито, куколки голые (без кокона).